# Gian Fabra
Gianfranco Raffaele Raimondo Alessandro Fabra (Rio de Janeiro, 16 de outubro de 1965) é um músico, escritor, compositor e produtor musical brasileiro.

## Carreira
Começou a carreira profissional em 1987, como baixista da banda Buana 4. Tocou também com diversos artistas como Leo Jaime e Legião Urbana.
Nos anos 90, formou a banda Tantra, com a qual tem três álbuns gravados: Eles não eram nada (1996), A Febre dos Sonhos (2006) e O Fim da Infância (2009), este último com a participação de Carmem Manfredini.
Como compositor destaca-se pelas letras, com músicas gravadas por artistas como Biquini Cavadão e Marcelo Bonfá, entre outros.
Em meados dos anos 2000, deixou a estrada e passou a trabalhar em estúdio, compondo trilhas para filmes, gravando e produzindo discos.
Em 2016, lançou seu livro de estreia: Baile das Almas - um romance musical, pela editora Gryphus.
Em 2019, lança seu segundo romance, O Criador de Memórias, que foi agraciado com o Prêmio Uirapuru 2019.